# Lijst van rijksmonumenten in Maastricht/Wethouder van Caldenborghlaan
Een overzicht van de 15 rijksmonumenten in de stad Maastricht gelegen aan of bij de Wethouder van Caldenborghlaan.
| Object | Oorspronkelijke functie? | Bouwjaar                                      | Architect | Locatie                          | Coördinaten?                  | Nr.?  | Afbeelding        |
| --- | ------------------------ | --------------------------------------------- | --------- | -------------------------------- | ----------------------------- | ----- | ----------------- |
| Bakstenen huis, met segmentboogvensters in Naamse steen. | Gebouw                   | vierde kwart 18e eeuw                         |           | Wethouder van Caldenborghlaan 2  | 50° 50' 50" NB, 5° 43' 39" OL | 28064 | Meer afbeeldingen |
| Bakstenen huis met hardstenen deuromlijsting en boven en onderdorpels. | Woonhuis                 | 19e eeuw                                      |           | Wethouder van Caldenborghlaan 3  | 50° 50' 50" NB, 5° 43' 39" OL | 28065 | Meer afbeeldingen |
| Bakstenen huis met vensters in Naamse steen. | Gebouw                   | eerste helft 19e eeuw                         |           | Wethouder van Caldenborghlaan 4  | 50° 50' 50" NB, 5° 43' 39" OL | 28066 | Meer afbeeldingen |
| Bakstenen huis met vensters in Naamse steen. | Gebouw                   | eerste helft 19e eeuw                         |           | Wethouder van Caldenborghlaan 6  | 50° 50' 50" NB, 5° 43' 38" OL | 28067 | Meer afbeeldingen |
| Bakstenen huis met vensters in Naamse steen. | Gebouw                   | eerste helft 19e eeuw                         |           | Wethouder van Caldenborghlaan 8  | 50° 50' 51" NB, 5° 43' 38" OL | 28068 | Meer afbeeldingen |
| Bakstenen huis met vensters in Naamse steen. | Gebouw                   | eerste helft 19e eeuw                         |           | Wethouder van Caldenborghlaan 10 | 50° 50' 51" NB, 5° 43' 38" OL | 28069 | Meer afbeeldingen |
| Bakstenen huis. Vensterkruisen van Naamse steen verdwenen. | Gebouw                   | 18e eeuw                                      |           | Wethouder van Caldenborghlaan 16 | 50° 50' 51" NB, 5° 43' 37" OL | 28070 | Meer afbeeldingen |
| Bakstenen huis. Vensterkruisen van Naamse steen verdwenen. | Woonhuis                 | 18e eeuw                                      |           | Wethouder van Caldenborghlaan 18 | 50° 50' 51" NB, 5° 43' 37" OL | 28071 | Meer afbeeldingen |
| Bakstenen huis. Vensterkruisen van Naamse steen verdwenen. | Gebouw                   | 18e eeuw                                      |           | Wethouder van Caldenborghlaan 20 | 50° 50' 51" NB, 5° 43' 36" OL | 28072 | Meer afbeeldingen |
| Bakstenen huis; segmentboogvensters in Naamse steen. | Gebouw                   | eerste helft 19e eeuw                         |           | Wethouder van Caldenborghlaan 22 | 50° 50' 51" NB, 5° 43' 36" OL | 28073 | Meer afbeeldingen |
| Hoeve om gesloten binnenplaats. Segmentboogvensters en -ingang in Naamse steen.                                                                                              | Boerderij                | Tweede helft 18e eeuw - eerste helft 19e eeuw |           | Wethouder van Caldenborghlaan 34 | 50° 50' 52" NB, 5° 43' 31" OL | 28074 | Meer afbeeldingen |
| Den Kakert, hoeve van baksteen - ten dele met speklagen - om open binnenplaats.                                                                                              | Boerderij                | 18e-19e eeuw                                  |           | Wethouder van Caldenborghlaan 35 | 50° 50' 50" NB, 5° 43' 32" OL | 28075 | Meer afbeeldingen |
| Bakstenen huis. Remise met twee segmentboogingangen in Naamse steen. | Gebouw                   | 19e eeuw                                      |           | Wethouder van Caldenborghlaan 43 | 50° 50' 51" NB, 5° 43' 31" OL | 28076 | Meer afbeeldingen |
| Wittevrouwenhof, landhuis, vroeger van het Wittevrouwenklooster te Maastricht.                                                                                               | Gebouw                   | 19e eeuw                                      |           | Wethouder van Caldenborghlaan 45 | 50° 50' 52" NB, 5° 43' 29" OL | 28077 | Meer afbeeldingen |
| Drie altaren, een zijaltaar, een communiebank met borstwering en twee St Antoniusbeeldjes in de moderne Sint-Antonius van Paduakerk, die zelf niet op de lijst is geplaatst. | Gebouw                   | 18e-19e eeuw                                  |           | Wethouder van Caldenborghlaan    | 50° 50' 54" NB, 5° 43' 27" OL | 28078 | Meer afbeeldingen |